# Деєва Дар'я Сергіївна
Деєва Дар'я Сергіївна (рос. Дарья Сергеевна Деева; нар. 2 вересня 1990) — російська плавчиня.
Учасниця Олімпійських Ігор 2012 року.
Призерка Чемпіонату Європи з плавання на короткій воді 2009, 2011 років.
Переможниця літньої Універсіади 2009 року.